# انتخابات الرئاسة الهايتية 2000
انتخابات الرئاسة الهايتية 2000 هي الانتخابات الرئاسية التي جرت في 26 نوفمبر 2000، في هايتي، لانتخاب رئيس هايتي، فاز بالانتخابات جان برتران أريستيد.